# Équipe d'Espagne masculine de handball
Maillots
Dernière mise à jour : 11 août 2024.
L'équipe d'Espagne masculine de handball est constituée par une sélection de joueurs espagnols sous l'égide de la Fédération royale espagnole de handball, pour prendre part aux compétitions internationales.
Elle prend part régulièrement au Championnat du monde (qu'elle a remporté en 2005 et 2013) au Championnat d'Europe (qu'elle a remporté en 2018 et 2020) et aux Jeux olympiques (où elle a remporté cinq médailles bronze en 1996, 2000, 2008, 2020 et 2024).

## Palmarès

### Tableau des médailles
Jeux olympiques
- (1996, 2000, 2008, 2020, 2024)

Championnat du monde
- (2005, 2013)
- (2011, 2021, 2023)

Championnat d'Europe
- (2018, 2020)
- (1996, 1998, 2006, 2016, 2022)
- (2000, 2014)

### Parcours détaillé
| Année | Tour                   | Classement | J             | G             | N             | P             | BP            | BC            | D             |
| ----- | ---------------------- | --- | ------------- | ------------- | ------------- | ------------- | ------------- | ------------- | ------------- |
| 1972  | tour préliminaire      | 15e | 5             | 1             | 0             | 4             | 82            | 89            | -7            |
| 1976  | Non qualifiée          | Non qualifiée | Non qualifiée | Non qualifiée | Non qualifiée | Non qualifiée | Non qualifiée | Non qualifiée | Non qualifiée |
| 1980  | tour préliminaire      | 5e | 6             | 3             | 1             | 2             | 126           | 129           | -3            |
| 1984  | tour préliminaire      | 8e | 6             | 2             | 0             | 4             | 122           | 124           | -2            |
| 1988  | tour préliminaire      | 9e | 6             | 3             | 0             | 3             | 122           | 121           | +1            |
| 1992  | tour préliminaire      | 5e | 6             | 4             | 0             | 2             | 133           | 119           | +14           |
| 1996  | match pour la 3e place | Médaille de bronze, Jeux olympiques | 7             | 5             | 0             | 2             | 161           | 147           | +14           |
| 2000  | match pour la 3e place | Médaille de bronze, Jeux olympiques | 8             | 5             | 0             | 3             | 222           | 206           | +16           |
| 2004  | quart de finale        | 7e | 7             | 5             | 0             | 3             | 242           | 220           | +22           |
| 2008  | match pour la 3e place | Médaille de bronze, Jeux olympiques | 8             | 5             | 0             | 3             | 246           | 234           | +12           |
| 2012  | quart de finale        | 7e | 6             | 3             | 0             | 3             | 162           | 149           | +13           |
| 2016  | Non qualifiée          | Non qualifiée | Non qualifiée | Non qualifiée | Non qualifiée | Non qualifiée | Non qualifiée | Non qualifiée | Non qualifiée |
| 2020  | match pour la 3e place | Médaille de bronze, Jeux olympiques | 8             | 6             | 0             | 2             | 245           | 233           | +12           |
| 2024  | match pour la 3e place | Médaille de bronze, Jeux olympiques | 8             | 5             | 0             | 3             | 227           | 223           | +4            |
| Total | 12/14                  | Médaille de bronze, Jeux olympiques · Médaille de bronze, Jeux olympiques · Médaille de bronze, Jeux olympiques · Médaille de bronze, Jeux olympiques · Médaille de bronze, Jeux olympiques | 82            | 47            | 1             | 36            | 2080          | 2006          | +74           |

| Année  | Tour                   | Classement                                    | J   | G  | N | P  | BP   | BC   | D    |
| ------ | ---------------------- | --------------------------------------------- | --- | -- | - | -- | ---- | ---- | ---- |
| 1994   | tour préliminaire      | 5                                             | 6   | 4  | 0 | 2  | 142  | 126  | +16  |
| 1996   | finale                 | Médaille d'argent, Europe                     | 7   | 5  | 0 | 2  | 173  | 162  | +11  |
| 1998   | finale                 | Médaille d'argent, Europe                     | 7   | 5  | 1 | 1  | 187  | 150  | +37  |
| 2000   | match pour la 3e place | Médaille de bronze, Europe                    | 7   | 5  | 0 | 2  | 173  | 166  | +7   |
| 2002   | tour principal         | 7e                                            | 7   | 4  | 1 | 2  | 186  | 173  | +13  |
| 2004   | tour principal         | 10e                                           | 6   | 2  | 0 | 4  | 166  | 170  | -4   |
| 2006   | finale                 | Médaille d'argent, Europe                     | 8   | 6  | 1 | 1  | 255  | 231  | +24  |
| 2008   | tour principal         | 9e                                            | 6   | 3  | 0 | 3  | 180  | 169  | +11  |
| 2010   | tour principal         | 6e                                            | 7   | 4  | 1 | 2  | 213  | 192  | +21  |
| 2012   | match pour la 3e place | 4e                                            | 8   | 5  | 1 | 2  | 224  | 213  | +11  |
| 2014   | match pour la 3e place | Médaille de bronze, Europe                    | 8   | 6  | 0 | 2  | 239  | 218  | +21  |
| 2016   | finale                 | Médaille d'argent, Europe                     | 8   | 5  | 1 | 2  | 209  | 207  | +2   |
| 2018   | finale                 | Médaille d'or, Europe                         | 8   | 6  | 0 | 2  | 225  | 189  | +36  |
| / 2020 | finale                 | Médaille d'or, Europe                         | 9   | 8  | 1 | 0  | 278  | 226  | +52  |
| / 2022 | finale                 | Médaille d'argent, Europe                     | 9   | 7  | 0 | 2  | 249  | 232  | +17  |
| 2024   | tour préliminaire      | 13e                                           | 3   | 1  | 1 | 1  | 98   | 96   | +2   |
| Total  | 16/16                  | Médaille d'or, Europe · Médaille d'or, Europe | 114 | 77 | 8 | 30 | 3197 | 2920 | +277 |

| Année                  | Tour                   | Classement                                  | J                      | G                      | N                      | P                      | BP                     | BC                     | D                      |
| ---------------------- | ---------------------- | ------------------------------------------- | ---------------------- | ---------------------- | ---------------------- | ---------------------- | ---------------------- | ---------------------- | ---------------------- |
| 1938                   | Non qualifiée          | Non qualifiée                               | Non qualifiée          | Non qualifiée          | Non qualifiée          | Non qualifiée          | Non qualifiée          | Non qualifiée          | Non qualifiée          |
| 1954                   | Non qualifiée          | Non qualifiée                               | Non qualifiée          | Non qualifiée          | Non qualifiée          | Non qualifiée          | Non qualifiée          | Non qualifiée          | Non qualifiée          |
| 1958                   | tour préliminaire      | 12e                                         | 3                      | 1                      | 0                      | 2                      | 41                     | 72                     | -31                    |
| 1961                   | Non qualifiée          | Non qualifiée                               | Non qualifiée          | Non qualifiée          | Non qualifiée          | Non qualifiée          | Non qualifiée          | Non qualifiée          | Non qualifiée          |
| 1964                   | Non qualifiée          | Non qualifiée                               | Non qualifiée          | Non qualifiée          | Non qualifiée          | Non qualifiée          | Non qualifiée          | Non qualifiée          | Non qualifiée          |
| 1967                   | Non qualifiée          | Non qualifiée                               | Non qualifiée          | Non qualifiée          | Non qualifiée          | Non qualifiée          | Non qualifiée          | Non qualifiée          | Non qualifiée          |
| 1970                   | Non qualifiée          | Non qualifiée                               | Non qualifiée          | Non qualifiée          | Non qualifiée          | Non qualifiée          | Non qualifiée          | Non qualifiée          | Non qualifiée          |
| 1974                   | tour préliminaire      | 13e                                         | 3                      | 1                      | 0                      | 2                      | 41                     | 56                     | -15                    |
| B 1977                 | match pour la 5e place | 5e                                          | 6                      | 3                      | 0                      | 2                      | 96                     | 87                     | +9                     |
| 1978                   | tour préliminaire      | 10e                                         | 3                      | 1                      | 0                      | 2                      | 52                     | 65                     | -13                    |
| B 1979                 | finale                 | 1er                                         | 5                      | 5                      | 0                      | 0                      | 108                    | 78                     | +30                    |
| 1982                   | tour principal         | 8e                                          | 7                      | 3                      | 1                      | 3                      | 146                    | 145                    | +1                     |
| B 1983                 | tour principal         | 6e                                          | 6                      | 2                      | 2                      | 2                      | 141                    | 128                    | +13                    |
| B 1985                 | match pour la 5e place | 6e                                          | 7                      | 3                      | 1                      | 3                      | 160                    | 154                    | +6                     |
| 1986                   | tour principal         | 5e                                          | 7                      | 3                      | 2                      | 2                      | 136                    | 128                    | +8                     |
| B 1989                 | match pour la 3e place | 4e                                          | 7                      | 4                      | 0                      | 3                      | 161                    | 159                    | +2                     |
| 1990                   | tour principal         | 5e                                          | 7                      | 5                      | 0                      | 2                      | 161                    | 159                    | +2                     |
| 1993                   | tour principal         | 5e                                          | 7                      | 4                      | 1                      | 2                      | 156                    | 142                    | +14                    |
| 1995                   | huitième de finale     | 11e                                         | 9                      | 6                      | 0                      | 3                      | 236                    | 213                    | +23                    |
| 1997                   | quart de finale        | 8e                                          | 9                      | 5                      | 1                      | 3                      | 242                    | 220                    | +22                    |
| 1999                   | match pour la 3e place | 4e                                          | 9                      | 7                      | 0                      | 2                      | 258                    | 185                    | +73                    |
| 2001                   | quart de finale        | 5e                                          | 9                      | 7                      | 0                      | 2                      | 276                    | 215                    | +61                    |
| 2003                   | match pour la 3e place | 4e                                          | 10                     | 8                      | 0                      | 2                      | 322                    | 243                    | +79                    |
| 2005                   | finale                 | Médaille d'or, monde                        | 10                     | 8                      | 1                      | 1                      | 355                    | 272                    | +83                    |
| 2007                   | quart de finale        | 7e                                          | 9                      | 5                      | 0                      | 4                      | 285                    | 259                    | +26                    |
| 2009                   | tour préliminaire      | 13e                                         | 9                      | 6                      | 0                      | 3                      | 308                    | 212                    | +96                    |
| 2011                   | match pour la 3e place | Médaille de bronze, monde                   | 10                     | 8                      | 1                      | 1                      | 281                    | 236                    | +45                    |
| 2013                   | finale                 | Médaille d'or, monde                        | 9                      | 8                      | 0                      | 1                      | 280                    | 183                    | +97                    |
| 2015                   | match pour la 3e place | 4e                                          | 9                      | 7                      | 0                      | 2                      | 265                    | 226                    | +39                    |
| 2017                   | quart de finale        | 5e                                          | 7                      | 6                      | 0                      | 1                      | 217                    | 172                    | +45                    |
| / 2019                 | match pour la 7e place | 7e                                          | 9                      | 6                      | 0                      | 3                      | 274                    | 233                    | +41                    |
| 2021                   | match pour la 3e place | Médaille de bronze, monde                   | 9                      | 7                      | 1                      | 1                      | 296                    | 254                    | +42                    |
| / 2023                 | match pour la 3e place | Médaille de bronze, monde                   | 9                      | 7                      | 0                      | 2                      | 280                    | 246                    | +34                    |
| / 2025                 | Qualifications à venir | Qualifications à venir                      | Qualifications à venir | Qualifications à venir | Qualifications à venir | Qualifications à venir | Qualifications à venir | Qualifications à venir | Qualifications à venir |
| Total (hors Mondial B) | 22/28                  | Médaille d'or, monde · Médaille d'or, monde | 146                    | 100                    | 7                      | 39                     | 4036                   | 3372                   | +654                   |

Légende : 
- compétition jouée à domicile
- vainqueur
- finaliste
- médaillé de bronze
- promu ou
- relégué du championnat du monde B

### Autres titres
Supercoupe des nations
- (1991, 2003, 2011)

Coupe du monde des nations
- (1992)

Goodwill Games
- (1990, 1994)

Jeux méditerranéens
- (2005)
- (1967, 1975)
- (1983, 1987, 1997)

### Catégories junior (U21) et jeunes (U19)
| Championnat du monde junior - Vainqueur (1) : 2017 - Finaliste (5) : 1987, 1989, 1995, 2001, 2013 Championnat d'Europe des -20 ans - Vainqueur (2) : 2012, 2016 - Finaliste (1) : 1996 - Médaille de bronze (2) : 2000, 2014 | Championnat du monde jeunes - Finaliste (2) : 2011, 2017 Championnat d'Europe des -18 ans - Vainqueur (1) : 1994 - Finaliste (2) : 1999, 2010 - Médaille de bronze (2) : 1992, 2014 |

## Effectifs

### Effectif actuel
L'effectif de l'équipe Jeux olympiques de 2024 est :

### Joueurs historiques

#### Par décennie
- Années 1950 : Jorge Hernández Bravo
- Années 1960 : Juan Morena
- Années 1970 : Manuel Novales, Fernando de Andrés, López León, Agustín Milián, Jordi Álvaro, Santos Campano, Jesús Alcalde, Josep Perramón, Patxi Pagoaga, Francesc López-Balcells, Vicente Calabuig, José Luis Sagarribay.
- Années 1980 : Juan José Uría, José Ignacio Novoa, Cecilio Alonso, Juanón de la Puente, Lorenzo Rico, Javier García Cuesta, Juan Francisco Muñoz Melo, Juan Pedro Muñoz "Papitu", Eugeni Serrano, Joan Sagalés, Òscar Grau, Manuel Gutiérrez, Javier Cabanas.
- Années 1990 : Iñaki Urdangarin, Enric Masip, Rafael Guijosa, Fernando Barbeito, Antonio Carlos Ortega, Xavier O'Callaghan, Talant Dujshebaev, Salva Esquer, Jaume Puig, Alberto Urdiales, Andrei Xepkin, Antonio Ugalde, Jordi Núñez, Mateo Garralda, David Barrufet, Fernando Hernández, Demetrio Lozano, Manuel Colón, Mariano Ortega, Juancho Pérez.
- Années 2000 : Iker Romero, Alberto Entrerríos, Roberto García Parrondo, Ion Belaustegui, Juanín García, Rubén Garabaya, Chema Rodríguez, David Davis, Albert Rocas, José Javier Hombrados, Rolando Urios, Raúl Entrerríos, Carlos Prieto.
- Années 2010 : Víctor Tomás, Julen Aguinagalde, Daniel Sarmiento, Viran Morros, Jorge Maqueda, Valero Rivera, Eduardo Gurbindo, Gedeón Guardiola, Joan Cañellas, Gonzalo Pérez de Vargas, Alex Dujshebaev

### Statistiques

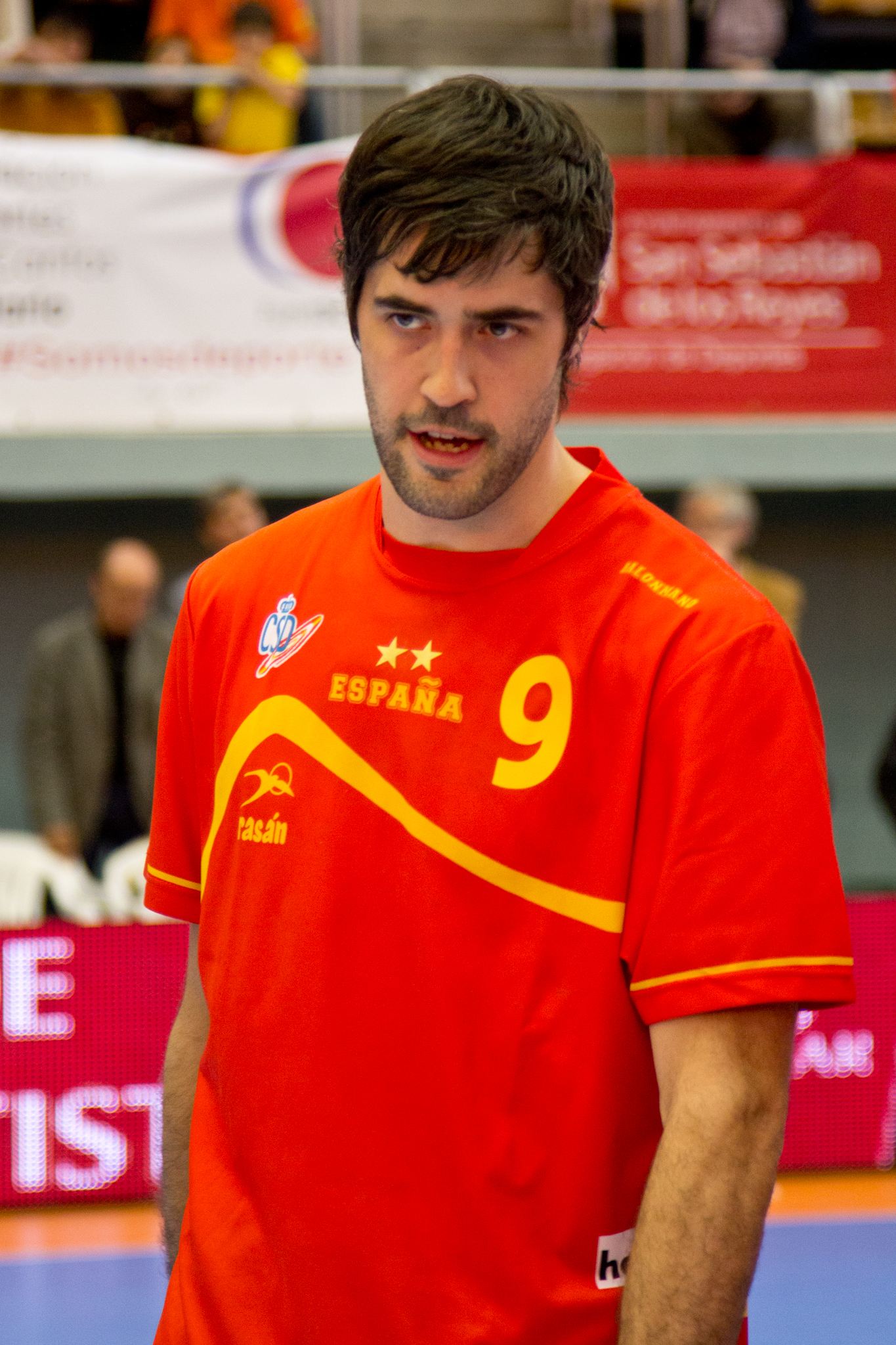
Raúl Entrerríos est le joueur le plus capé avec 294 sélections.

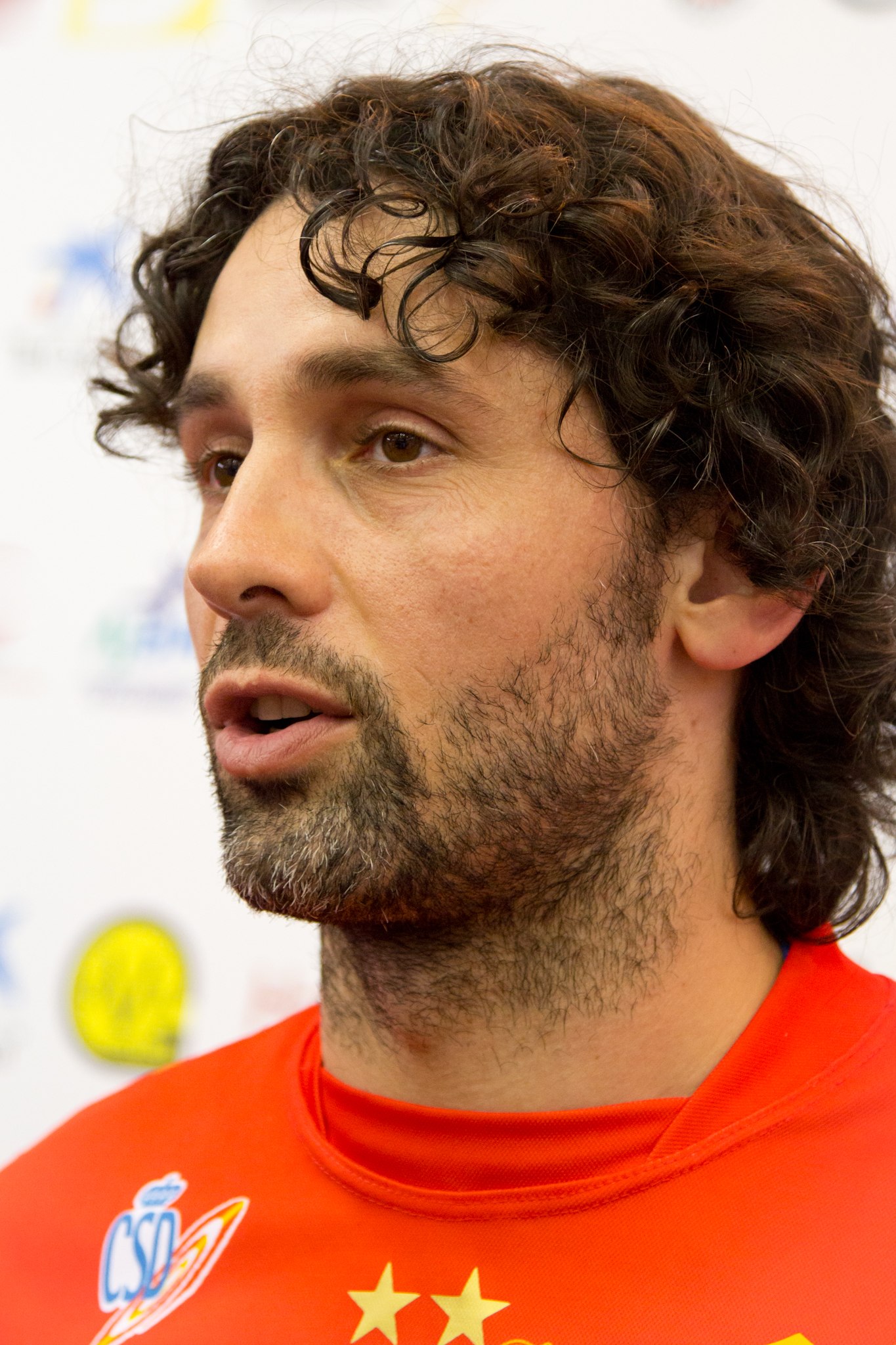
Juanín García est le meilleur buteur avec 822 réalisations.

| Rang                            | Joueur                       | Matchs |
| ------------------------------- | ---------------------------- | ------ |
| 1                               | Raúl Entrerríos              | 294    |
| 2                               | David Barrufet (GB)          | 280    |
| 3                               | José Javier Hombrados (GB)   | 260    |
| 4                               | Viran Morros                 | 259    |
| 5                               | Lorenzo Rico (GB)            | 245    |
| 6                               | Juan Francisco Muñoz         | 243    |
| 7                               | Alberto Entrerríos           | 240    |
| 8                               | Joan Cañellas                | 237    |
| 9                               | Mateo Garralda               | 233    |
| 10                              | Eugeni Serrano               | 231    |
| 111                             | Javier Cabanas               | 228    |
| 12                              | Demetrio Lozano              | 223    |
| 13                              | Jorge Maqueda                | 213    |
| 14                              | Juanín García                | 206    |
| 15                              | Julen Aguinagalde            | 205    |
| 15                              | Enric Masip                  | 205    |
| 17                              | Gedeón Guardiola             | 204    |
| 18                              | Juancho Pérez                | 203    |
| 19                              | Iker Romero                  | 200    |
| 20                              | Gonzalo Pérez de Vargas (GB) | 199    |
| 21                              | Juan José Uría               | 190    |
| 22                              | Juan Alfonso de la Puente    | 186    |
| 23                              | Albert Rocas                 | 179    |
| 24                              | Jaume Fort (GB)              | 177    |
| 25                              | Jesús Olalla                 | 176    |
| 26                              | Víctor Tomás                 | 173    |
| 27                              | Alex Dujshebaev              | 172    |
| -                               | Jaume Puig                   | 172    |
| 29                              | Iñaki Urdangarin             | 170    |
| 30                              | Rubén Garabaya               | 166    |
| 31                              | Francesc López Balcells      | 165    |
| 32                              | José Ignacio Novoa           | 164    |
| 33                              | Talant Dujshebaev            | 158    |
| 34                              | Eduardo Gurbindo             | 157    |
| 35                              | Julián Ruíz Gómez            | 150    |
| Statistiques au 19 février 2025 |                              |        |

- Joueur actif

| Rang                            | Joueur                 | Buts | Moy. |
| ------------------------------- | ---------------------- | ---- | ---- |
| 1                               | Juanín García          | 822  | 4,0  |
| 2                               | Iker Romero            | 753  | 3,8  |
| 3                               | Alberto Entrerríos     | 726  | 3,0  |
| 4                               | Juan Francisco Muñoz   | 701  | 2,9  |
| 5                               | Raúl Entrerríos        | 681  | 2,3  |
| 6                               | Enric Masip            | 656  | 3,2  |
| 7                               | Eugeni Serrano         | 622  | 2,7  |
| 8                               | Albert Rocas           | 599  | 3,3  |
| 9                               | Mateo Garralda         | 593  | 2,5  |
| 10                              | Joan Cañellas          | 570  | 2,4  |
| 11                              | Talant Dujshebaev      | 569  | 3,6  |
| 12                              | Javier Cabanas         | 566  | 2,5  |
| 13                              | Víctor Tomás           | 551  | 3,2  |
| 14                              | Rafael Guijosa         | 538  | 4,5  |
| 15                              | Jorge Maqueda          | 512  | 2,4  |
| 16                              | Antonio Carlos Ortega  | 507  | 3,5  |
| 17                              | Alex Dujshebaev        | 498  | 2,9  |
| 18                              | Jaume Puig             | 486  | 2,8  |
| 19                              | Julen Aguinagalde      | 485  | 2,4  |
| 20                              | Juan José Uría         | 472  | 2,5  |
| 21                              | Demetrio Lozano        | 462  | 2,1  |
| 22                              | Ferrán Solé            | 447  | 3,8  |
| 23                              | Alberto Urdiales       | 438  | 3,1  |
| 24                              | Valero Rivera          | 421  | 3,7  |
| 25                              | Aleix Gómez            | 379  | 4,0  |
| 26                              | Ángel Fernández Pérez  | 373  | 2,9  |
| 27                              | Iñaki Urdangarin       | 371  | 2,2  |
| 28                              | Adrià Figueras         | 349  | 2,6  |
| 29                              | Julián Ruiz Gómez      | 325  | 2,2  |
| 30                              | Fernando Hernández     | 323  | 2,7  |
| 31                              | Rubén Garabaya         | 314  | 1,9  |
| 32                              | José Ignacio Novoa     | 292  | 1,8  |
| 33                              | Cristian Ugalde        | 288  | 2,2  |
| 34                              | Juancho Pérez          | 286  | 1,4  |
| 35                              | Cecilio Alonso         | 284  | 3,2  |
| 36                              | Daniel Sarmiento       | 283  | 2,0  |
| 37                              | Juan Francisco Alemany | 275  | 2,4  |
| Statistiques au 19 février 2025 |                        |      |      |

### Sélectionneurs

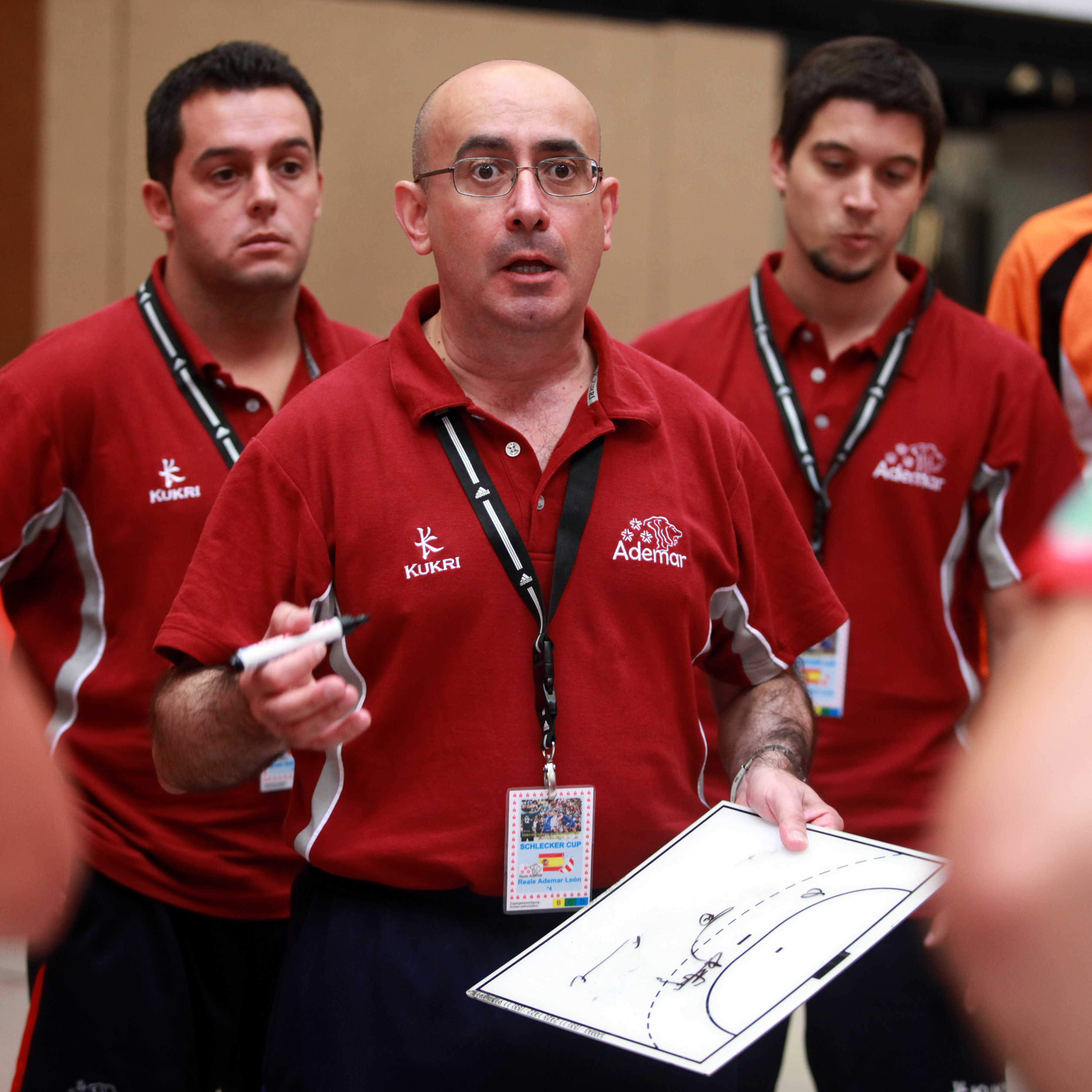
Jordi Ribera, l'actuel sélectionneur depuis 2016.

La liste des sélectionneurs par nombre de match est :
| Rang                         | Sélectionneurs                           | Matchs | Période(s)                                                           |
| ---------------------------- | ---------------------------------------- | ------ | -------------------------------------------------------------------- |
| 1                            | Juan de Dios Román                       | 221    | de 1985 à 1988 et de 1995 à 2000                                     |
| 2                            | Domingo Bárcenas                         | 186    | de 1958 à 1981                                                       |
| 3                            | Jordi Ribera                             | 129    | depuis 2016                                                          |
| 4                            | Valero Rivera                            | 106    | en 1993 et de 2008 à 2013                                            |
| 5                            | Juan Carlos Pastor                       | 97     | de 2004 à 2008                                                       |
| 6                            | César Argilés (de)                       | 91     | en 1989 et de 2000 à 2004                                            |
| 7                            | Javier García Cuesta                     | 72     | de 1989 à 1993 et 2008 (intérim)                                     |
| 8                            | Emilio Alonso Río (de)                   | 71     | de 1981 à 1984 (et adjoint de 1979 à 1981)                           |
| 8                            | José Antonio Roncero (de)                | 71     | de 1967 à 1977                                                       |
| 10                           | Manolo Cadenas                           | 55     | de 2013 à 2016                                                       |
| 11                           | Cruz Ibero Iriarte (de)                  | 47     | de 1993 à 1995                                                       |
| 12                           | Branislav Pokrajac,                      | 16     | 1985                                                                 |
| 13                           | Alberto de San Román y de la Fuente (de) | 4      | 1953 à 1956                                                          |
| 14                           | Félix Sánchez-Laulhé                     | 3      | ?                                                                    |
| 15                           | José Villaldea                           | 3      | adjoint de 2013 à 2016, 3 matchs en tant que sélectionneur principal |
| Mise à jour : 17 avril 2022. |                                          |        |                                                                      |

## Confrontations contre la France
| Type            | Rencontres | Victoires | Nuls | Défaites | Buts pour | Buts contre | Différence |
| --------------- | ---------- | --------- | ---- | -------- | --------- | ----------- | ---------- |
| Handball à onze | 3          | 0         | 1    | 2        | 11        | 14          | -3         |
| Handball à sept | 87         | 41        | 9    | 37       | 1943      | 1914        | +29        |